# Французский язык в США

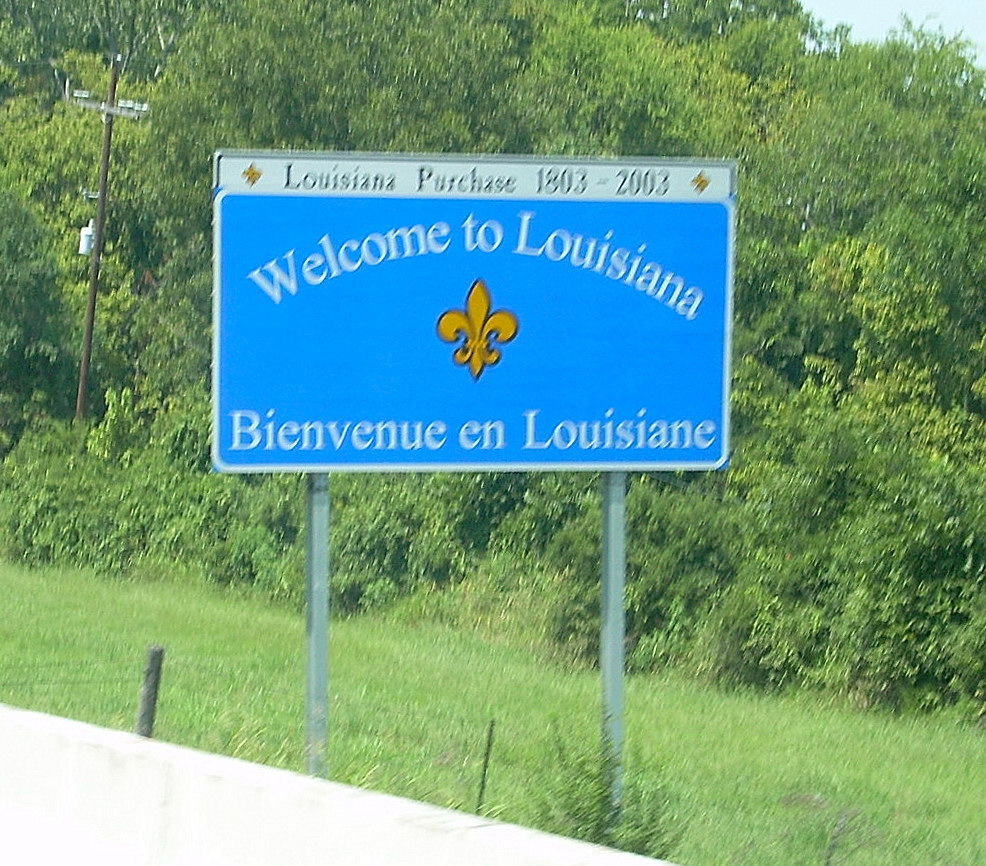
Дорожный знак с надписью «Добро пожаловать в Луизиану» на английском (сверху) и французском (снизу)

Французский язык является языком национальных меньшинств в США. Согласно проведённому опросу в 2010 году, на нём говорят примерно 2,07 млн американцев старше пяти лет. Таким образом, французский является четвёртым самым распространённым языком в США после английского, испанского и китайского (включаются каджунский, гаитянский креольский и все другие формы французского языка; то же самое касается китайского языка: с ним объединяют кантонский, севернокитайский и другие идиомы).
Тремя основными видами французского в США являются:
- луизианский французский, распространённый в штате Луизиана;
- новоанглийский французский (местный вариант канадского французского) распространённый в Новой Англии;
- практически вышедший из употребления миссурийский французский, исторически распространённый на территории штатов Миссури и Иллинойс.

В последнее время на французском стали говорить и в других частях страны в связи с иммиграцией из франкоговорящих регионов страны. На сегодняшний день французский является вторым самым распространённым языком в таких штатах, как Луизиана, Мэн, Нью-Гэмпшир и Вермонт.

## Франкоговорящие сообщества
Более 1000 жителей
- Мадавоска (Мэн) (нас. 4,534) — 84 % франкоговорящих
- Форт-Кент (Мэн) (нас. 4,233) — 61 % франкоговорящих
- Ван-Бюрен, Мэн (нас. 2,631) — 79 % франкоговорящих
- Френчвилл, Мэн (нас. 1,225) — 80 % франкоговорящих

Менее 1000 жителей
- Игл-Лейк, Мэн (нас. 815) — 50 % франкоговорящих
- Сент-Агата, Мэн (нас. 802) — 80 % франкоговорящих
- Сент-Фрэнсис, Мэн (нас. 577) — 61 % франкоговорящих
- Гранд-Айли, Мэн (нас. 518) — 76 % франкоговорящих
- Сент-Джон-Плантейшн, Мэн (нас. 282) — 60 % франкоговорящих
- Хэмлин, Мэн (нас. 257) — 57 % франкоговорящих

## Округа и приходы с наибольшим количеством франкоговорящих
- Сент-Мартин, Луизиана (нас. 48,583) — 27,4 % франкоговорящих
- Ивэнджелин, Луизиана (нас. 35,434) — 25,7 % франкоговорящих
- Вермилион, Луизиана (нас. 53,807) — 24,9 % франкоговорящих
- Арустук, Луизиана (нас. 73,938) — 22,4 % франкоговорящих
- Лафурш, Луизиана (нас. 89,974) — 19,1 % франкоговорящих
- Акейдия , Луизиана (нас. 58,861) — 19,0 % франкоговорящих
- Авойлз, Луизиана (нас. 41,481) — 17,6 % франкоговорящих
- Ассампшен, Луизиана (нас. 23,388) — 17,6 % франкоговорящих
- Сент-Лэндри, Луизиана (нас. 87,700) — 16,7 % франкоговорящих
- Коос, Нью-Гэмпшир (нас. 33,111) — 16,2 % франкоговорящих
- Джефферсон-Дейвис, Луизиана (нас. 31,435) — 16,2 % франкоговорящих
- Лафайетт, Луизиана (нас. 190,503) — 14,4 % франкоговорящих
- Андроскоггин , Мэн (нас. 103,793) — 14,3 % франкоговорящих[источник не указан 912 дней]

По опросам 2007-2011 гг., в 15 графствах более 10 % населения общается дома на французском.